# Northrop Corporation
Northrop Corporation var en ledende amerikansk flyproducent fra 1939 frem til 1994.
Jack Northrop stiftede tre selskaber under sit navn. Det første var Avion Corporation i 1927, som i 1929 blev købt op af United Aircraft and Transport Corporation som et underselskab kaldet Northrop Aviation Corporation. Moderselskabet flyttede så til Kansas i 1931, da Jack Northrop sammen med Donald Douglas startede Northrop Corporation i El Segundo, Californien. Sammen lavede de flere vellykkede fly, blandt andet Northrop Gamma og Northrop Delta. Vanskeligheder med arbejdsstyrken førte dog til, at selskabet blev opløst i 1937.
Jack Northrop startede derefter i 1939 sit eget selskab kaldet Northrop Corporation. Dette varede til 1994, da tabet af Advanced Tactical Fighter kontrakten til Lockheed Martin og afvisningen af deres forslag til Joint Strike Fighter konkurrencen gjorde, at selskabet slog sig sammen med Grumman Aircraft Engineering Corporation og sammen dannede Northrop Grumman Corporation.

## Galleri
- Northrop Alpha (1931)
- Northrop P-61 Natjager
- Northrop YB-49 bombefly
- Northrop B-2 Spirit bombefly

- Wikimedia Commons har flere filer relateret til Northrop Corporation

| Firma | Spire Denne artikel om et firma eller en virksomhed i USA er en spire som bør udbygges. Du er velkommen til at hjælpe Wikipedia ved at udvide den. |